# Xã Scott, Quận Buffalo, Nebraska
Xã Scott (tiếng Anh: Scott Township) là một xã thuộc quận Buffalo, tiểu bang Nebraska, Hoa Kỳ. Năm 2010, dân số của xã này là 132 người.